# Chlorure de propargyle
Le chlorure de propargyle est hydrocarbure halogéné de formule brute C3H3Cl.
Il est hautement toxique et inflammable et est principalement utilisé dans la synthèse organique. Comme électrophile, il est un excellent réactif pour la propynylation, l'addition du groupe propynyle HC≡C-CH2–, de nombreux substrats.